# Pastora Soler

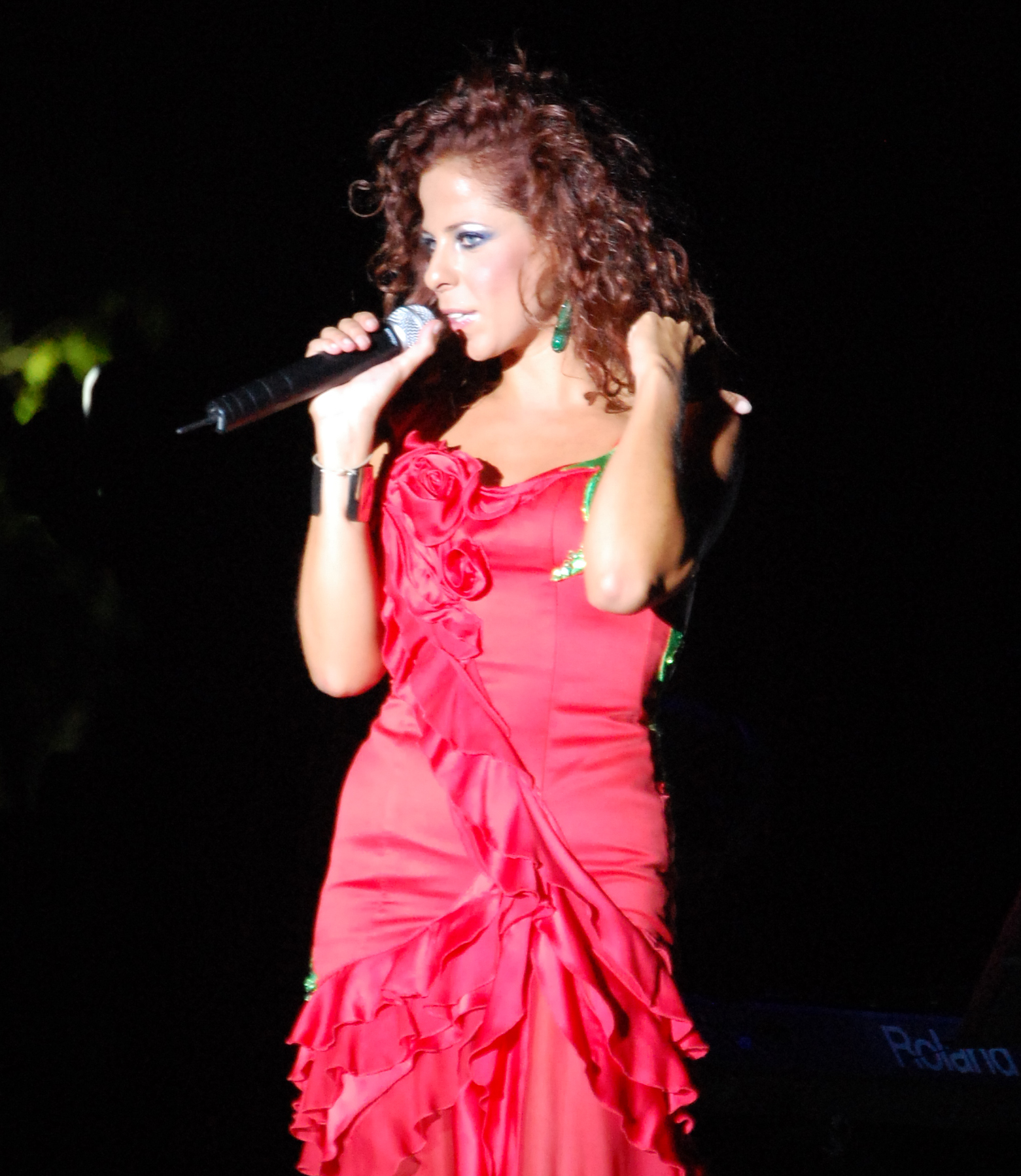
Pastora Soler

Pastora Soler, nome artístico de María del Pilar Sánchez Luque (Coria del Río, Sevilha, Espanha, 28 de setembro de 1978), é uma cantora e apresentadora de televisão espanhola.

## Biografia
Pastora Soler foi uma cantora precoce, começando a participar nos eventos musicais, nos primeiros anos de sua infância. Representou o seu país, Espanha, no Festival Eurovisão da Canção 2012 em Baku, Azerbaijão, com a música "Quédate Conmigo", que ficou na 10ª posição.

## Discografia
- El mundo que soñé, 1992
- Nuestras coplas, 1994
- Fuente de luna, 1999
- Corazón congelado, 2001
- Deseo, 2002
- Pastora Soler, 2005
- Sus grandes éxitos, 2005
- Toda mi verdad, 2007